# الابن المفقود (فلم)
الابن المفقود هو فيلم دراما مصري من إخراج محمد كامل حسن المحامي وبطولة أحمد رمزي، آمال فريد، حسين رياض، أحمد الحداد ونجوى فؤاد.

## نبذة
تبدأ أحداث الفيلم مع فقد الشيخ الثري عبد الفتاح لابنه ومن وقتها لا ييأس وواصل البحث عنه لسنوات، حيث إن أخيه إسماعيل يطمع فى الحصول على ثروته بعد رحيله، وبعد بحث طويل يعثر الأب على ابنه لكنه لا يعلن ذلك خوفًا من تفكير إسماعيل فى التخلص منه.
وقرر إسماعيل أن يأتي بشاب له نفس مواصفات الابن الضائع ويقدمه إلى أخيه من أجل أن يحصل منه على مكافأة، ويتمكن إسماعيل عن طريق رجاله أن يعثر على ضالته، ويكون حسين هو الشاب الذى يأتي من أجل تمثيل الدور، ويستقبله الشيخ عبد الفتاح بالترحاب، وفى أول ليلة يخبره حسين بالحقيقة، فيمنحه عبد الفتاح مكافأة سخية.

## طاقم العمل
- أحمد رمزي بدور حسين عبدالحميد
- آمال فريد بدور سميرة شاكر
- حسين رياض بدور عبدالفتاح محروس
- أحمد الحداد بدور جمعة
- نجوى فؤاد بدور لبيبة

## وصلات خارجية
- مقالات تستعمل روابط فنية بلا صلة مع ويكي بيانات
- الابن المفقود على موقع الدهليز